# Dolmen Le Chillou du Feuillet

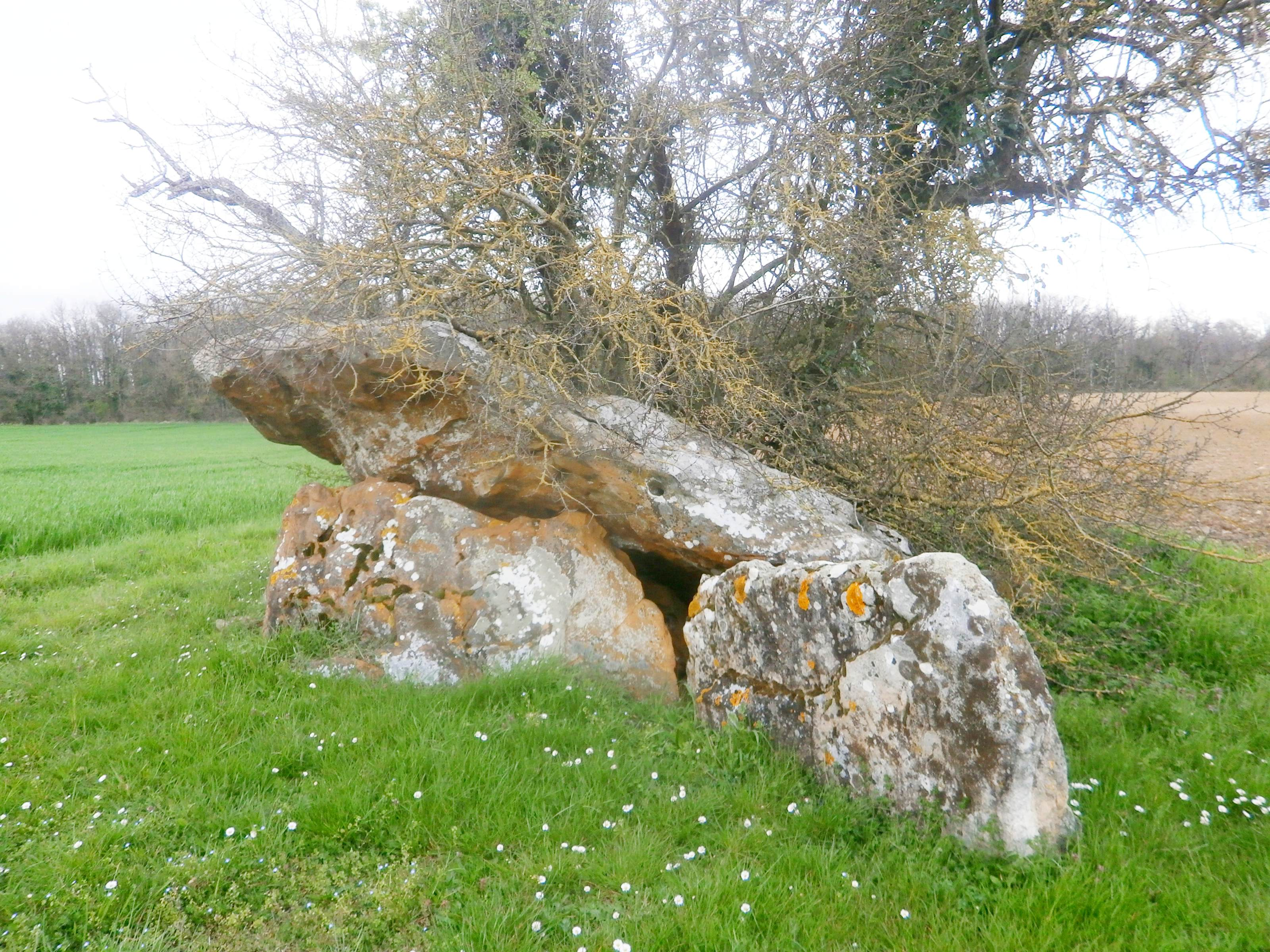
Dolmen Le Chillou du Feuillet

Der neolithische Dolmen Le Chillou du Feuillet (auch Le Cimetière des Fées – (deutsch Feenfriedhof ) – oder Le Cimetière des Pucelles – (deutsch Jungfrauenfriedhof ) – genannt) liegt nördlich von Descartes, an der Grenze zu Marcés-Sur-Esves, bei Châtellerault in der Touraine im Département Indre-et-Loire in Frankreich. Dolmen ist in Frankreich der Oberbegriff für Megalithanlagen aller Art (siehe: französische Nomenklatur).
Der nach Osten hin offene Dolmen besteht aus fünf Tragsteinen aus Sandstein (einer wurde verschoben), welche eine Kammer bilden und die vermutlich durch einen Zerstörungsversuch stark geneigte Deckenplatte stützen. Der alles überragende Deckstein aus Sandstein ist etwa 4,0 m lang und 2,5 m breit. Die geleerte Kammer wurde in der Vergangenheit verfüllt.
Der Dolmen ist seit 1911 als Monument historique klassifiziert.
Der Dolmen befindet sich etwa acht Kilometer südöstlich des Menhir Pierre Percée von Draché.